# Arnulf Rainer

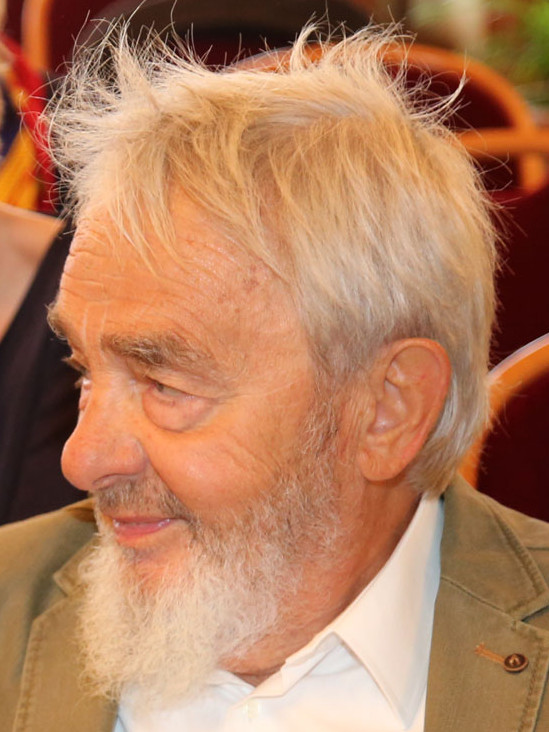
Arnulf Rainer (2015)

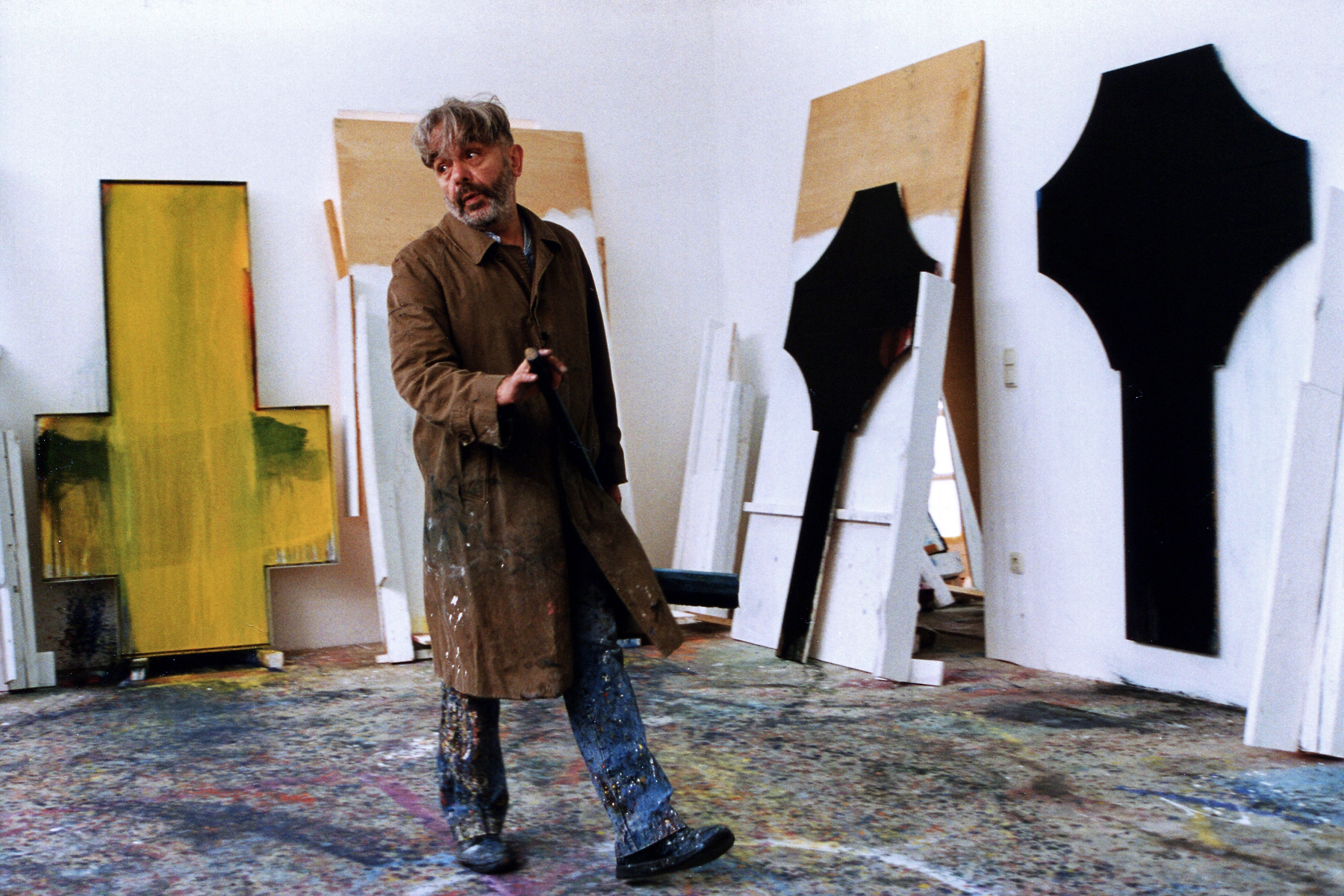
Der Künstler in dem Film Arnulf Rainer – Sternsucher (1994) von Herbert Brödl

Arnulf Rainer (* 8. Dezember 1929 in Baden bei Wien) ist ein zeitgenössischer österreichischer Maler. Bekannt sind seine Übermalungen.

## Leben
Arnulf Rainer wuchs gemeinsam mit einem Zwillingsbruder auf, der als Kind ursprünglich Maler werden wollte, dann aber Jurist wurde. Bereits in der ersten Klasse der Volksschule fiel Arnulfs künstlerische Begabung auf. Er besuchte von 1940 bis 1944 die Napola Traiskirchen. Er verließ die Schule, weil er von einem Kunsterzieher gezwungen wurde, nach der Natur zu zeichnen.
1947 sah er zum ersten Mal internationale zeitgenössische Kunst bei einer Ausstellung des British Council in Klagenfurt (Paul Nash, Francis Bacon, Stanley Spencer, Henry Moore). Auf Wunsch seiner Eltern studierte er ab 1947 an der Bundesgewerbeschule in Villach Hochbau und machte 1949 den Abschluss. Im gleichen Jahr wurde er an der Akademie für angewandte Kunst in Wien aufgenommen, die er wegen einer künstlerischen Kontroverse mit dem Assistenten Rudolf Korunka bereits nach einem Tag wieder verließ. Kurz darauf bewarb er sich an der Wiener Akademie für bildende Künste, verließ aber auch diese Klasse drei Tage nach bestandener Aufnahmeprüfung, da seine Arbeiten als „entartet“ bezeichnet wurden.
Zusammen mit Ernst Fuchs, Anton Lehmden, Arik Brauer, Wolfgang Hollegha, Markus Prachensky und Josef Mikl gründete er 1950 die Hundsgruppe, mit der er 1951 zum ersten (und einzigen) Mal ausstellte. Die Ausstellung fand in den Räumen der Wiener Gesellschaft für Wissenschaft und Kunst statt. Zusammen mit Maria Lassnig besuchte er im Sommer 1951 André Breton in Paris. Im Februar 1952 präsentierte Rainer seine Arbeiten in der Galerie Kleinmayr in Klagenfurt. Im März desselben Jahres erhielt er eine Einzelausstellung in der Zimmergalerie Franck in Frankfurt am Main, die heute als eine der ersten Manifestationen des Informel in Mitteleuropa gilt. Im dazu veröffentlichten Katalog wurden Rainers Textmanifeste „Malerei um die Malerei zu verlassen“ und „Das Eine gegen das Andere“ abgedruckt.
1953 lernte Rainer in Wien den katholischen Priester Otto Mauer kennen, der ein Jahr später die Galerie nächst St. Stephan gründete, mit der er die österreichische Avantgarde entscheidend förderte. Im November 1955 eröffnete Mauer Rainers erste Einzelausstellung in der Galerie St. Stephan. Wolfgang Hollegha, Markus Prachensky, Josef Mikl und Arnulf Rainer gründeten 1956 die Malergruppe „Galerie St. Stephan“ unter der Leitung von Otto Mauer.
In den Jahren 1953 bis 1959 lebte Rainer zurückgezogen in einer möbellosen, verlassenen Villa seiner Eltern in Gainfarn bei Bad Vöslau, gelegen 25 Kilometer südlich von Wien. Dort begann er die Werkgruppe der Reduktionen, die als Vorstufe seiner weltberühmten Übermalungen gilt. Im September 1959 gründete er mit Ernst Fuchs und Friedensreich Hundertwasser das „Pintorarium“ als „Crematorium zur Einäscherung der Akademie“, es blieb bis 1968 bestehen.
1961 wurde Arnulf Rainer in Wolfsburg wegen der öffentlichen Übermalung eines prämierten Bildes gerichtlich verurteilt. Ab 1963 arbeitete er in verschiedenen Studios in West-Berlin, München und Köln. 1966 erhielt er, gemeinsam mit Gotthard Muhr, den österreichischen Staatspreis für Graphik. 1967 bezog er ein großes Atelier in der Mariahilfer Straße in Wien. Ein Jahr später fand im Museum des 20. Jahrhunderts in Wien seine erste Retrospektive statt.
Rainer sollte 1974 der Kunstpreis der Stadt Wien verliehen werden, da er aber die Teilnahme an der Übergabezeremonie verweigerte, wurde ihm der Preis wieder aberkannt. 1977 nahm er an der documenta 6 teil, ein Jahr später vertrat er Österreich bei der Biennale von Venedig. Im November 1978 erhielt er den Großen Österreichischen Staatspreis „in Würdigung seines Schaffens auf dem Gebiete der bildenden Kunst“. 1980 erwarb Rainer seine Ateliers in Oberösterreich und Bayern. 1981 erhielt er eine Professur an der Akademie der bildenden Künste in Wien und wurde Mitglied der Akademie der Künste in Berlin. Seit 1978 ist er Mitglied des Österreichischen Kunstsenates.
1995 ließ er sich auf eigenen Wunsch emeritieren, nachdem Unbekannte in seinem Atelier in der Akademie mehrere seiner Bilder schwarz übermalt hatten. Auf einem Bild stand dann das Statement: „UND DA BESCHLOSS ER AKTIONIST ZU SEIN“. Die Staatsanwaltschaft ermittelte gegen Rainer, er hätte seine Bilder selbst übermalt. Die Ermittlungen wurden eingestellt. Zu seinem 90. Geburtstag im Dezember 2019 bezeichnete Rainer einen Studenten als Täter ohne dessen Namen zu nennen.
Anlässlich seines 70. Geburtstages organisierten das Stedelijk Museum in Amsterdam und das Kunstforum in Wien eine große Retrospektive. Seit 2002 widmet die Pinakothek der Moderne in München Rainer einen eigenen Raum, in dem einige seiner Werke permanent gezeigt werden. Im darauf folgenden Jahr erhielt Rainer, nach Georg Baselitz und Sigmar Polke, den Rhenus-Kunstpreis für sein Gesamtwerk. 2004 wurde Rainer Ehrendoktor der Katholisch-Theologischen Fakultät der Westfälischen Wilhelms-Universität Münster und 2006 wurde ihm das Ehrendoktorat der Theologie der Katholisch-Theologischen Privatuniversität Linz verliehen. Als erster nichtspanischer Künstler erhielt er 2006 den Aragón-Goya Preis für sein Lebenswerk und seine künstlerische Verwandtschaft zu Francisco de Goya.

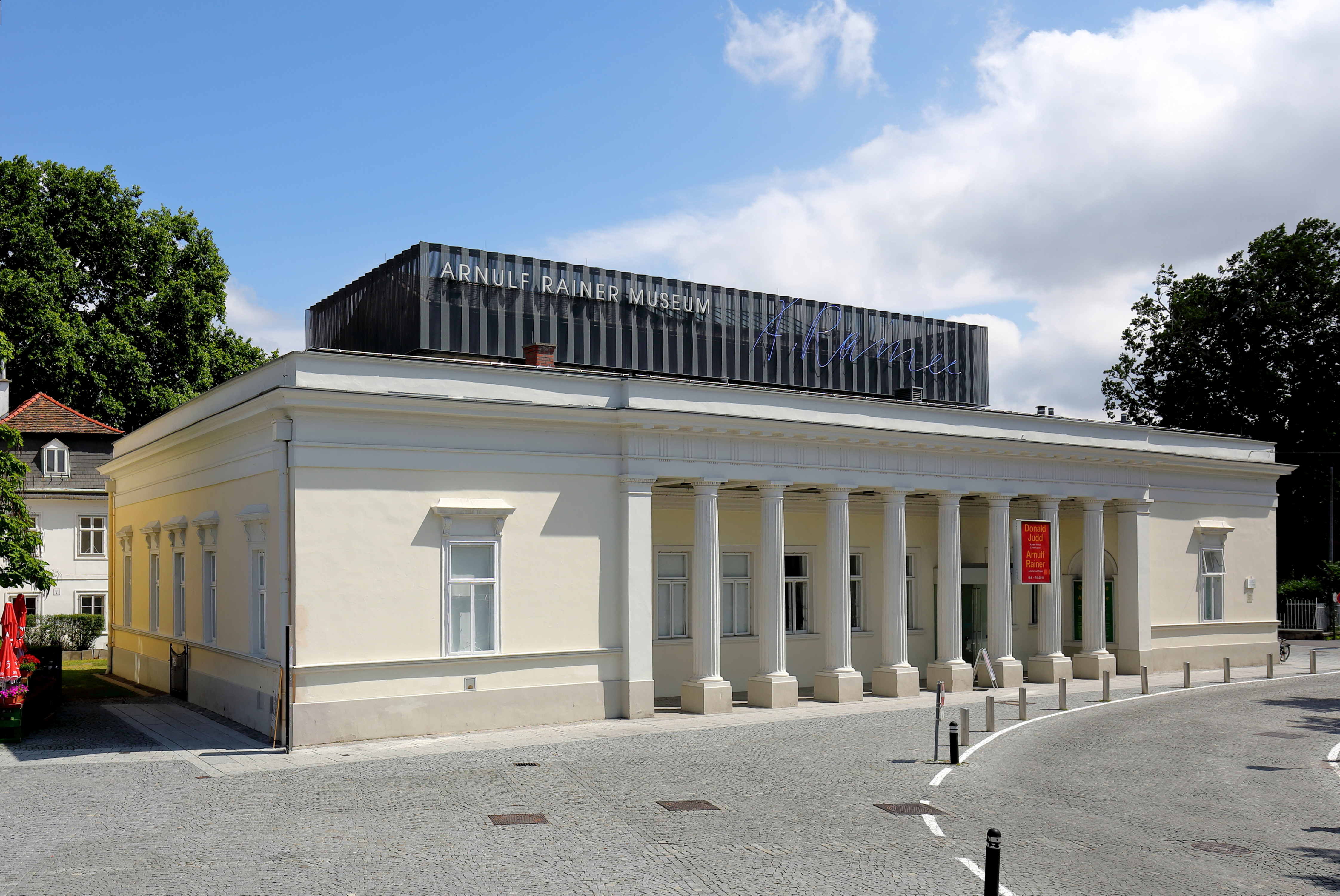
Das 2009 Arnulf Rainer gewidmete Museum in Baden bei Wien

Im September 2009 wurde in Baden bei Wien das Arnulf Rainer Museum eröffnet.
Den größten Teil des Jahres lebt und arbeitet Rainer in Enzenkirchen. Einen Teil eines Bauernhofes hat er zu einem Atelier für seine Arbeit umgebaut. Im Winter arbeitet er auf Teneriffa.
Rainer war Mitglied der Lord Jim Loge.

## Werk
Nach anfänglicher Hinwendung zum Surrealismus näherte sich Rainer dem Tachismus und dem Informel an. Seit Beginn der 1950er Jahre übermalt er eigene und fremde Bilder sowie Fotos. Hierbei sind besonders Fotoübermalungen von Selbstporträts bekannt geworden, die als Face Farces bezeichnet werden. Seine ersten Übermalungen von fremden Bildern nahm er aus Materialmangel vor. 1958 bis 1963 stellten ihm Sam Francis, Georges Mathieu, Emilio Vedova, Victor Vasarely und viele andere Künstler Arbeiten zum Übermalen zur Verfügung.
Ab Mitte der 1970er Jahre wandte er sich einer gestischen Fuß- und Fingermalerei zu. Zur selben Zeit entstanden, inspiriert von anderen Künstlern, zahlreiche Serien von „Kunst über Kunst“: Rainer überarbeitete Fotos nach Gustave Doré, Anton Maria Zanetti, Leonardo da Vinci, Franz Xaver Messerschmidt und anderen. Der „Hiroshima-Zyklus“, eine Serie von Zeichnungen und Fotos der zerstörten Stadt, wurde ab 1982 in siebzehn europäischen Städten gezeigt. In seinem Spätwerk beschäftigt sich Rainer intensiv mit der Fotografie, zuerst um Vorlagen für seine Überarbeitungen zu haben, später werden sie dann nicht mehr übermalt und sind eigenständige Arbeiten.
Werkauswahl
- Pimpanelle, Flora-Übermalung (Privatbesitz Dombret)
- Berg mit Sonne, Übermalung (Privatbesitz Gorka)
- Ohne Titel, Übermalung (Privatbesitz Gorka)
- Vertikale, Mischtechnik (Ölkreise, Ölfarbe, Fixationsbesprühung), 73,5 × 105 cm, 1963 (Eigentum der Artothek des Bundes, Dauerleihgabe im Belvedere Wien)
- O. T., Kruzifikation, Öl auf Holz mit Corpus, 214 × 123 cm, 1980/1983 Petrikirche Lübeck
- Hirndrei (Privatbesitz Gorka)
- Projekt Herrenhelm (Privatbesitz Gorka)
- Bergärschchen (Privatbesitz Dombret)
- Jugendbildnis van Gogh (Kunstmuseum Walter)
- Übermalung (Museum Frieder Burda)
- Platanenkreuz, 1990

## Ausstellungen
- 1951: Galerie Kleinmayr, Klagenfurt
- 1954: Galerie Würthle, Wien
- 1956: Galerie Nächst St. Stephan, Wien
- 1957: Wiener Secession
- 1962: Minami Gallery, Tokyo
- 1968: Retrospektive, Museum des 20. Jahrhunderts, Wien
- 1971: Retrospektive, Kunstverein in Hamburg
- 1971: Bienal de São Paulo
- 1972: documenta 5, Kassel (in der Abteilung Individuelle Mythologien)
- 1975: „Arbeiten 1948–1975“, Hessisches Landesmuseum Darmstadt[11]
- 1977: documenta 6, Kassel
- 1977: Frauenbad, Baden bei Wien
- 1977: Kunsthalle Bern
- 1977: „Arnulf Rainer – Retrospektive 1950–1976“ Städtische Galerie im Lenbachhaus und Kunstbau, München[12]
- 1978: 38. Biennale Venedig
- 1979: „Totenmasken“, Frankfurter Kunstverein
- 1979: Galerie Ulysses, Wien
- 1980: Nationalgalerie Berlin
- 1982: documenta 7, Kassel
- 1983: „Ausstellung Fingermalerei“ (E) Galerie m Bochum
- 1984: Musée National d’Art Moderne, Centre Georges Pompidou, Paris
- 1986: „Gesichter Christus Gesichter“, Kunst-Station, Frankfurt am Main
- 1986: „Gesichter Christus Gesichter“, Neue Galerie - Sammlung Ludwig, Aachen (seit 1991 Ludwig Forum für Internationale Kunst)
- 1987: „BOTANIKA“, Galerie mm Bochum
- 1989: Solomon R. Guggenheim Museum, New York
- 1989: „Kreuzübermalungen“ (E) Galerie mm Bochum
- 1990: Städtisches Kunstmuseum Bonn
- 1991: Malmö Konsthall
- 1992: The Menil Collection, Houston
- 1992: „Neue Malerei“ (E) Galerie m, Bochum
- 1994: „Arnulf Rainer. Überzeichnungen, Übermalungen“, Museum Moderner Kunst (Passau)
- 1995: Museum für Moderne Kunst, Bozen
- 1996: 23. Bienal Internacional de São Paulo
- 1997: Kunsthalle Krems
- 1997: „Gestörtes – Neue Malerei“ (E) Galerie m, Bochum
- 1999: Bank Austria Kunstforum, Wien
- 2000: Stedelijk Museum, Amsterdam
- 2001: „Arnulf Rainer. Sammlung Würth und Privatbesitz“, Museum Würth, Künzelsau[13]
- 2002: „Wien Westbahnhof, Automatenportraits 1968–1970“ (E) Galerie m, Bochum
- 2003: Museo Correr, Venedig
- 2004: Kunsthalle Jesuitenkirche, Aschaffenburg
- 2004: „selbst als Huhn“, 1Blick. Kunst im Vorhaus, Hallein
- 2006: Museo de Zaragoza
- 2006: Museum für angewandte Kunst (MAK), Wien
- 2007: „Arnulf Rainer / Dieter Roth: Misch- und Trennkunst.“ Gemeinschaftsarbeiten und Einzelwerke, 1968–2005; Deichtorhallen, Hamburg
- 2007: MAK Center for Art and Architecture, Los Angeles
- 2007: „Arnulf Rainer. Radierungen und Bilder aus der Sammlung Würth“, Art Room Würth Austria, Böheimkirchen[14]
- 2008: Belvedere, Wien
- 2008: Museum Moderner Kunst Kärnten, Klagenfurt
- 2008: „Arnulf Rainer. Overmaling“, Kulturforum Würth, Kolding[15]
- 2009: Musée d’Art Moderne de Saint-Etienne
- 2009: Kunstlocatie Würth, ’s-Hertogenbosch
- 2009: Galerie Ulysses, Wien
- 2009: Galerie am Stein, Schärding
- 2009: „Aller Anfang ist schwer“, Arnulf Rainer Museum, Baden bei Wien
- 2010: Galerie Elisabeth & Klaus Thoman, Innsbruck
- 2010: „Arnulf Rainer. Der Übermaler“, Pinakothek der Moderne in der Alten Pinakothek, München
- 2010: „Puppetry (Puppentheater)“, Galerie Karl Pfefferle, München
- 2010: „Kreuz – Es ist das Kreuz, das den Sinn ergeben könnte“, Arnulf Rainer Museum, Baden bei Wien
- 2010: „Visages“, Arnulf Rainer Museum, Baden bei Wien
- 2012: „Play it again, Sam“, Galerie m, Bochum, Bochum
- 2014: „Damien Hirst/Arnulf Rainer: Durcheinander/Commotion“, Arnulf Rainer Museum, Baden bei Wien[16]
- 2014/2015: „Arnulf Rainer. Retrospektive“, Albertina, Wien[17]
- 2015: „Arnulf Rainer. Retrospektive“, Museum Frieder Burda, Baden-Baden
- 2015: „Land in Sicht“, Museum Weserburg, Bremen
- 2015: „Malerei, Arbeiten auf Papier“, Kunstmuseum Ahlen

## Auszeichnungen

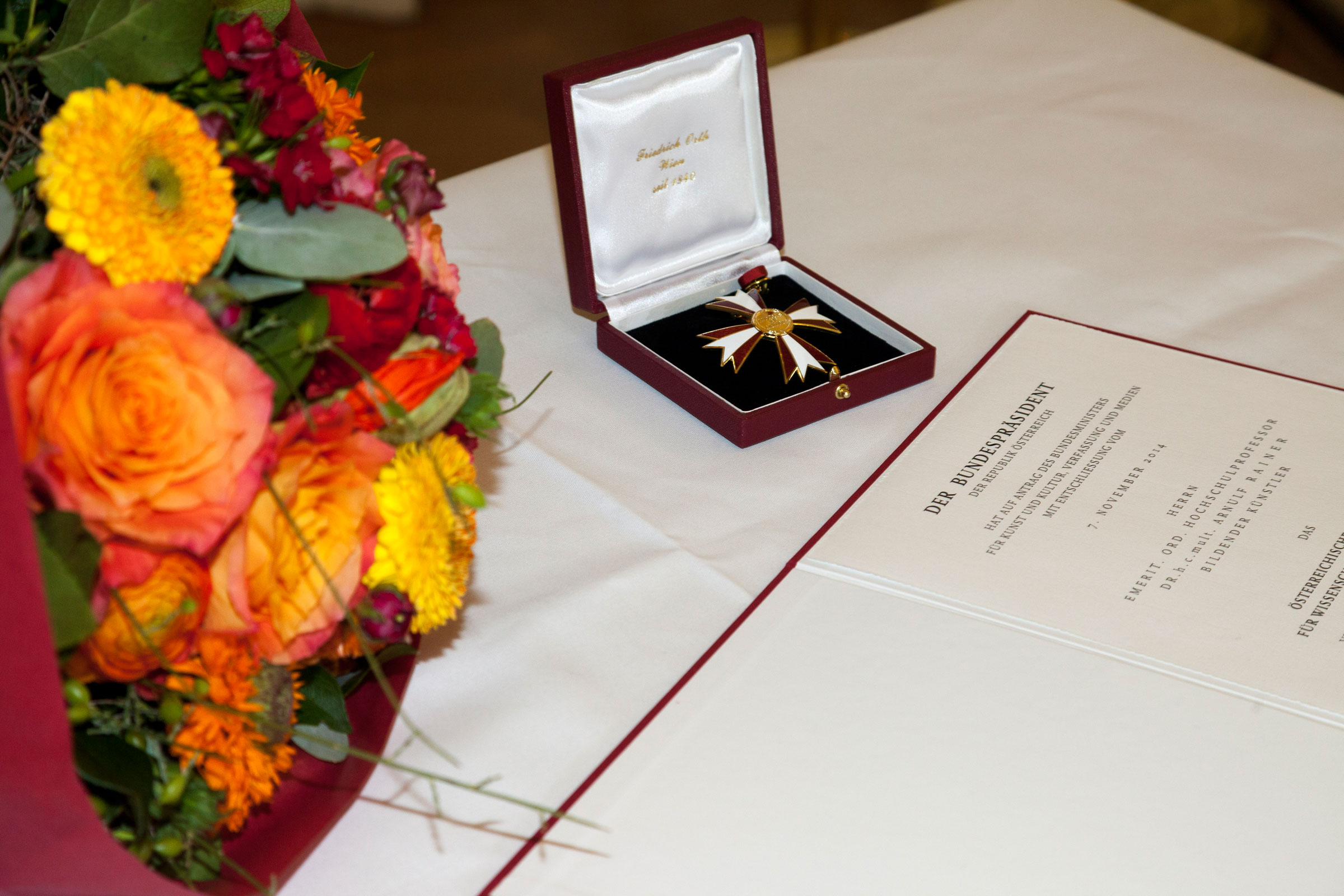
Das Österreichische Ehrenkreuz für Wissenschaft und Kunst I. Klasse mit Verleihungsurkunde für Arnulf Rainer

- 1966: Österreichischer Staatspreis für Grafik (gemeinsam mit Gotthard Muhr[4])
- 1974: Kunstpreis der Stadt Wien (aberkannt)[5]
- 1978: Großer Österreichischer Staatspreis für Bildende Kunst
- 1981: Max-Beckmann-Preis
- 1989: Preis des International Center of Photography, New York
- 1989: Wiener Ehrenmedaille in Gold
- 2003: Rhenus-Kunstpreis
- 2004: Ehrendoktorwürde der Universität Münster[18]
- 2006: Aragón-Goya Preis
- 2014: Großes Goldenes Ehrenzeichen für Verdienste um das Bundesland Niederösterreich
- 2015: Österreichisches Ehrenkreuz für Wissenschaft und Kunst I. Klasse[19]
- 2019: Großes Ehrenzeichen für Verdienste um die Republik Österreich[20]
- 2019: Silbernes Komturkreuz des Ehrenzeichens für Verdienste um das Bundesland Niederösterreich[20]

## Publikationen
- Arnulf Rainer: Hundert bildnerische Serien. In: Kunstforum International. Band 26/1978, S. 66–221.
- Brigitte Schwaiger, Arnulf Rainer: Malstunde. Zsolnay, Wien/Hamburg 1980, ISBN 3-552-03235-5.
- Corinna Thierolf (Hrsg.): Arnulf Rainer. Schriften. Selbstzeugnisse und ausgewählte Schriften. Hatje Cantz, Ostfildern 2010, ISBN 978-3-7757-2746-4.